# Kung Fu Panda (franciză)
Kung Fu Panda este o franciză media americană de animație care a început cu filmul lungmetraj de animație cu același nume în 2008, produsă de DreamWorks Animation. Urmărind aventurile personajului titular Po Ping (dublat în principal de Jack Black și Mick Wingert), un panda mare care este ales la întâmplare să devină Războinicul Dragon din profeții și devine mai târziu un maestru Kung Fu, franciza este plasată într-o versiune fantastică de genul wuxia a Chinei antice populată de animale antropomorfice. Deși statutul său este luat la început în derâdere, Po se dovedește a fi vrednic în timp ce se străduiește să își împlinească destinul și își descoperă trecutul alături de noii lui prieteni.
Franciza este alcătuită din filmele Kung Fu Panda (2008), Kung Fu Panda 2 (2011), Kung Fu Panda 3 (2016) și Kung Fu Panda 4 (2024) și serialele Kung Fu Panda: Legendele Teribilității (2011–2016), Kung Fu Panda: Ghearele destinului (2018–2019) și Kung Fu Panda: Cavalerul Dragon (2022–prezent). Primele două filme au fost distribuite de Paramount Pictures și al treilea de 20th Century Fox, iar serialele au fost difuzate pe Nickelodeon, Amazon Prime Video și Netflix. Patru scurtmetraje, Secrets of the Furious Five (2008), Secrets of the Masters (2011), Secrets of the Scroll (2015) și Panda Paws (2016) și specialul Kung Fu Panda Holiday (2010) au mai fost produse.
Primele două filme ale francizei au fost nominalizate la Premiile Oscar pentru cel mai bun film de animație și de asemenea la numeroase Premii Annie, iar primul său serial de televiziune a câștigat 11 Premii Emmy. Filmele au fost succese comerciale și critice iar al doilea film a fost filmul cu cele mai mari încasări regizat de o singură femeie (Jennifer Yuh Nelson) până la Femeia fantastică (2017). Franciza este de asemenea populară în China ca o interpretare occidentală extraordinară a genului de filme wuxia.

## Filme
| Film            | Premiera         | Regia                                     | Scenariul                                    | Povestea                                     | Producător(i)   |
| --------------- | ---------------- | ----------------------------------------- | -------------------------------------------- | -------------------------------------------- | --------------- |
| Kung Fu Panda   | 6 iunie 2008     | John Stevenson și Mark Osborne            | Jonathan Aibel și Glenn Berger               | Ethan Reiff și Cyrus Voris                   | Melissa Cobb    |
| Kung Fu Panda 2 | 26 mai 2011      | Jennifer Yuh Nelson                       | Jonathan Aibel și Glenn Berger               | Jonathan Aibel și Glenn Berger               | Melissa Cobb    |
| Kung Fu Panda 3 | 29 ianuarie 2016 | Jennifer Yuh Nelson și Alessandro Carloni | Jonathan Aibel și Glenn Berger               | Jonathan Aibel și Glenn Berger               | Melissa Cobb    |
| Kung Fu Panda 4 | 8 martie 2024    | Mike Mitchell                             | Jonathan Aibel, Glenn Berger și Darren Lemke | Jonathan Aibel, Glenn Berger și Darren Lemke | Rebecca Huntley |

## Scurtmetraje
| Film                                       | Premiera          | Regizori          | Scenariști                 | Producători  |
| ------------------------------------------ | ----------------- | ----------------- | -------------------------- | ------------ |
| Kung Fu Panda: Secrets of the Furious Five | 9 noiembrie 2008  | Raman Hui         | Paul McEvoy și Todd Berger | Karen Foster |
| Kung Fu Panda: Secrets of the Masters      | 13 decembrie 2011 | Tony Leondis      | Paul McEvoy și Todd Berger | Karen Foster |
| Kung Fu Panda: Secrets of the Scroll       | 15 decembrie 2015 | Rodolphe Guenoden | Paul McEvoy                | Karen Foster |
| Panda Paws                                 | 13 mai 2016       | N/A               | N/A                        | N/A          |
| Dueling Dumplings                          | 9 aprilie 2024    | Calvin Tsang      | Calvin Tsang               | Angie Howard |

## Seriale de televiziune
| Serial                                 | Sezoane | Episoade | Lansare originală  | Lansare originală | Lansare originală                        |
| Serial                                 | Sezoane | Episoade | Premiera           | Finalul           | Canal                                    |
| -------------------------------------- | ------- | -------- | ------------------ | ----------------- | ---------------------------------------- |
| Kung Fu Panda: Legendele Teribilității | 3       | 80       | 19 septembrie 2011 | 29 iunie 2016     | Nickelodeon (2011–2014) Nicktoons (2016) |
| Kung Fu Panda: Ghearele destinului     | 1       | 26       | 26 noiembrie 2018  | 4 iulie 2019      | Amazon Prime Video                       |
| Kung Fu Panda: Cavalerul Dragon        | 3       | 42       | 14 iulie 2022      | 7 septembrie 2023 | Netflix                                  |

## Speciale
| Special               | Premiera          | Regizori    | Scenariști                    | Producători  | Canal |
| --------------------- | ----------------- | ----------- | ----------------------------- | ------------ | ----- |
| Kung Fu Panda Holiday | 24 noiembrie 2010 | Tim Johnson | Jonathan Groff și Jon Pollack | Melissa Cobb | NBC   |

## Jocuri video
- Kung Fu Panda (2008)
- Kung Fu Panda: Legendary Warriors (2008)
- Kung Fu Panda World (2010)
- Kung Fu Panda 2 (2011)
- Kung Fu Panda: Showdown of Legendary Legends (2015)
- Brawlhalla (2021)

## Spectacol de arenă
Regizat de regizorul internațional de entertainment Franco Dragone – cunoscut cel mai bine pentru Le Reve și House of the Dancing Waters – Kung Fu Panda: Arena Spectacular este un spectacol de arenă live în progres prezentând personaje din Kung Fu Panda. Combinând circ și acrobații chinezești dar și efecte de arenă de spectacol, producția a fost plănuită să se lanseze în același timp cu Kung Fu Panda 2. După un tur de casting în multiple orașe în 2010, producția a fost închisă până spre sfârșitul lui 2011 când un nou set de audiții au fost anunțate pentru anul viitor. Totuși, la scurt timp înainte de audițiile din ianuarie 2012, s-a anunțat că atât Franco Dragone cât și DreamWorks au amânat deschiderea spectacolului live, anulând toate audițiile. Nimic nu s-a mai anunțat de atunci.

## Atracții
O zonă tematică, Po's Kung Fu Garden, a fost deschisă în 2012 la DreamWorks Experience, una dintre zonele tematice din parcul australian de distracții Dreamworld. Din 2012, Po's Kung Fu Garden este alcătuit doar din o mică zonă de oportunitate de fotografiere cu Po. La sfârșitul lui 2012 plimbări și atracții adiționale au fost adăugate.
O atracție multisenzorială bazată pe Kung Fu Panda a fost deschisă în 2018 la Universal Studios Hollywood.
O zonă de joacă pentru copii cu tema Kung Fu Panda a fost deschisă la DreamWorks Water Park pe 1 octombrie 2020.

## Recepție

### Performanța la box-office
| Film            | Premiera         | Box office                              | Box office      | Box office     | Box office     | Rang                   | Rang           | Buget (milioane) | Ref.          |
| Film            | Premiera         | Weekendul de deschidere America de Nord | America de Nord | Alte teritorii | Mondial        | Record America de Nord | Record mondial | Buget (milioane) | Ref.          |
| --------------- | ---------------- | --------------------------------------- | --------------- | -------------- | -------------- | ---------------------- | -------------- | ---------------- | ------------- |
| Kung Fu Panda   | 6 iunie 2008     | $60,239,130                             | $215,434,591    | $416,309,969   | $631,744,560   | #182                   | #149           | $130             | [ 9 ]         |
| Kung Fu Panda 2 | 26 mai 2011      | $47,656,302                             | $165,249,063    | $500,443,218   | $665,692,281   | #320                   | #135           | $150             | [ 10 ]        |
| Kung Fu Panda 3 | 29 ianuarie 2016 | $41,282,042                             | $143,528,619    | $377,642,206   | $521,170,825   | #410                   | #207           | $145             | [ 11 ]        |
| Kung Fu Panda 4 | 8 martie 2024    | $57,989,905                             | $193,590,620    | $354,229,410   | $547,820,030   | #248                   | #216           | $85              | [ 12 ]        |
| Total           | Total            | $207.167.379                            | $718.139.893    | $1.648.626.440 | $2.366.766.333 |                        |                | $510             | [ 13 ] [ 14 ] |

### Recepție din partea criticilor și publicului
| Titlu           | Critical              | Critical            | Public      |
| Titlu           | Rotten Tomatoes       | Metacritic          | CinemaScore |
| --------------- | --------------------- | ------------------- | ----------- |
| Kung Fu Panda   | 87% (190 de recenzii) | 74 (36 de recenzii) | A–          |
| Kung Fu Panda 2 | 80% (184 de recenzii) | 67 (34 de recenzii) | A           |
| Kung Fu Panda 3 | 87% (179 de recenzii) | 66 (34 de recenzii) | A           |
| Kung Fu Panda 4 | 71% (160 de recenzii) | 54 (33 de recenzii) | A–          |

### Premii
| Premiu         | Categorie                    | Kung Fu Panda | Kung Fu Panda 2 | Kung Fu Panda 3 |
| -------------- | ---------------------------- | ------------- | --------------- | --------------- |
| Premiile Oscar | Cel mai bun film de animație | Nominalizare  | Nominalizare    |                 |
| Premiile Annie | Cel mai bun film de animație | Câștigat      | Nominalizare    | Nominalizare    |